# Palicourea comitis
Palicourea comitis là một loài thực vật có hoa trong họ Thiến thảo. Loài này được (Müll.Arg.) Steyerm. mô tả khoa học đầu tiên năm 1972.